# Batrachorhina niveoplagiata
Batrachorhina niveoplagiata là một loài bọ cánh cứng trong họ Cerambycidae.